# كراون وود (باركشير)
كراون وود (بالإنجليزية: Crown Wood)‏ هي قرية تقع في المملكة المتحدة في جنوب شرق إنجلترا.